# Башкиров, Фёдор Андреевич
Фёдор Андреевич Башкиров (2 [15] марта 1911, Касторенский район — 17 февраля 1977, Ростов-на-Дону) — участник Великой Отечественной войны, командир эскадрильи 62-го штурмового авиационного полка 233-й штурмовой авиационной дивизии 1-й воздушной армии Западного фронта, капитан. Герой Советского Союза (1944).

## Биография
Родился 2 (15) марта 1911 года в деревне Лозовка Российской империи (ныне Касторенского района Курской области) в крестьянской семье. Русский.
Получив среднее образование, окончил 3 курса рабфака. Затем трудился каменщиком.
В 1936 году окончил Батайскую школу пилотов Гражданского Воздушного Флота СССР, работал лётчиком Азово-Черноморского управления ГВФ.
В Красной Армии с 1941 года. На фронтах Великой Отечественной войны с октября 1941 года. Член ВКП(б)/КПСС с 1943 года.
Командир эскадрильи штурмового авиационного полка капитан Фёдор Башкиров к февралю 1944 года на самолёте-штурмовике «Ил-2» совершил 87 успешных боевых вылетов, уничтожил 6 вражеских самолётов на аэродромах и 2 в воздушных боях, 10 танков, 40 автомашин, более 20 орудий полевой и зенитной артиллерии и около двухсот гитлеровцев.
Капитан Башкиров отличился в Белоруссии в боях на Оршанско-Витебском направлении. Летом 1944 года, в ходе Белорусской стратегической наступательной операции, Ф. А. Башкиров участвовал в боях под белорусскими городами Могилёвом, Минском и Гродно.
После войны Башкиров продолжал службу в Советской Армии до 1946 года. Затем вышел в отставку в звании майора и жил в г. Ростове-на-Дону.
Умер 17 февраля 1977 года, похоронен на Северном кладбище в Ростове-на-Дону.

## Награды
- Указом Президиума Верховного Совета СССР от 1 июля 1944 года за образцовое выполнение боевых заданий командования на фронте борьбы с немецко-фашистскими захватчиками и проявленные при этом мужество и героизм капитану Башкирову Фёдору Андреевичу присвоено звание Героя Советского Союза с вручением ордена Ленина и медали «Золотая Звезда» (№ 3858).
- Награждён орденом Ленина, двумя орденами Красного Знамени, орденами Александра Невского, Отечественной войны 1-й степени, Красной Звезды и медалями.